# Pseudocoix
Pseudocoix es un género monotípico de plantas herbáceas,  perteneciente a la familia de las poáceas. Su única especie: Pseudocoix perrieri A.Camus, es originaria de Madagascar.
Algunos autores lo incluyen en el género Hickelia